# BSD-licens
BSD-licenser är ett antal licenser för öppen källkod, som man kan välja att publicera sina datorprogram under. Licenserna säger att man får kopiera och sälja programmet i modifierad eller omodifierad form. 
Man är inte tvungen att skicka med källkoden, som man är med General Public License. Därmed finns det inget hinder för att göra fria program under en BSD-licens ofria, vilket också ibland har skett. Till exempel används BSD-nätverkskod i Microsoft-produkter, och flera FreeBSD-komponenter används i Mac OSX. De versioner som är publicerade under en BSD-licens förblir dock fria, och vem som helst får bygga vidare på dem till nya fria versioner. Även det har skett. Använder man sig av en BSD-licens så är det fullt tillåtet att dela ut sin programvara tillsammans med en annan licens.

## BSD-licenserna
Den ursprungliga BSD-licensen hade ett krav på att all marknadsföring av programmet, skulle innehålla ett meddelande som talade om vem som hade skapat programmet.  Detta krav togs bort från BSD den 22 juni 1999. .
En annan, liknande licens är FreeBSD-licensen. 